# Раккуя
Раккуя (італ. Raccuja, сиц. Raccuja) — муніципалітет в Італії, у регіоні Сицилія,  метрополійне місто Мессіна.
Раккуя розташована на відстані близько 480 км на південний схід від Рима, 140 км на схід від Палермо, 60 км на захід від Мессіни.
Населення — 1061 особа (2014).
Щорічний фестиваль відбувається 21 вересня. Покровитель — Maria SS. Annunziata.

## Демографія
Населення за роками:

Станом на 1 січня 2023 року в муніципалітеті офіційно проживав 31 іноземець з 8 країн, серед них 18 громадян країн Євросоюзу та 5 громадян України.

## Сусідні муніципалітети
- Флореста
- Монтальбано-Елікона
- Сан-П'єро-Патті
- Сант'Анджело-ді-Броло
- Сінагра
- Укрія